# Metallolophia ocellata
Metallolophia ocellata  là một loài bướm đêm trong họ Geometridae.